# 720p
720p est une nomenclature utilisée en vidéo numérique pour désigner une image vidéo en haute définition composée de 720 lignes progressives ; l'image a un rapport d'image de 16/9.
Le nombre 720 désigne le nombre de lignes, tandis que la lettre p est utilisée pour désigner le balayage progressif de l’image (par opposition à la lettre i – de l'anglais : interlace – pour balayage entrelacé).

## Utilisation
Ce format est exploité en télédiffusion et en vidéo HD Ready, par certaines consoles de jeux vidéo ainsi, affichage informatique également défini par le standard WXGA-H.

## Caractéristiques

### Dimensions de l'image
Le signal 720p a été prévu pour avoir une définition de 1 280 × 720 pixels en progressif, avec un rapport d'image de 16/9.

### Cadence d'images
Les formats haute définition ont été prévus pour pouvoir être exploités à la fois dans les régions à 50 Hz et à 60 Hz. Ainsi, le 720p existe en 10 ou 11 cadences d'images différentes : 23.976, 24, 25, 29.97, 30, 50, 59.94, 60, 119.88, 120, 239.76, 240 et 960 images par seconde. Les cadences de 24/25/30 Hz ne sont utilisés qu'en production cinématographique. La diffusion télévisée, quant à elle, se fait exclusivement en 50 ou 60 Hz.

## Comparaison avec le 1080i
Lorsque la télévision haute définition en était encore à ses débuts, la question de savoir quel format était le plus performant entre le 720p et le 1080i faisait débat. Malgré une définition spatiale plus importante pour ce dernier (1 920 × 1 080 contre 1 280 × 720 pixels), plusieurs experts arguaient de la supériorité du 720p dans la mesure où :
- avec son balayage progressif, le 720p transmet 720 lignes à chaque rafraîchissement, contre 540 pour le 1080i (meilleure définition temporelle) ;
- la résolution horizontale de 1 920 pixels du 1080i est souvent réduite à 1 440 pixels (HDV), voire 1 280 (format DVCPROHD), en format de diffusion (voir DVB) tout en conservant un cadre 16:9 ;
- Le 720p a aussi un format réduit à 960 pixels sur format DVCPROHD, dont le dernier conservera toujours un cadre 16:9 ;
- les images progressives sont plus faciles à compresser que les images entrelacées. On remarque d'ailleurs que la Société suisse de radiodiffusion et télévision produit en 1080i/50[3] et diffuse en 720p/50[4], car les pertes engrangées par la compression avant diffusion sont moindres en transconvertissant d'un format entrelacé à progressif en amont plutôt qu'en conservant le format d'origine.

### Adoption en France
- Chez France Télévisions, c'est le 1080i50 (25 images par seconde) qui domine la production. Cependant, pour des scènes sportives, France Télévisions diffuse en 1080i100 (50 images par seconde). À l'ancienne, c'était les formats 720p25 et 720p50 dans la haute définition. Les chaînes BFMTV ainsi que CNews, Franceinfo et LCI, ont été en 480i119.88 (59,94 images par seconde) et 576i100 en diffusion mais en production, c'est en 29,97 images par seconde ainsi qu'en 25 images et maintenant en 1080i50 (25 images en production) et 1080i100 (50 images en diffusion).

### Adoption ailleurs dans le monde
La plupart des chaînes de télévision à travers le monde ont adopté le 1080i comme format de diffusion haute définition. Finalement, le 720p, tout comme le 1080i, sont des formats de transition en attendant l'implantation à large échelle (production, archivage, et diffusion) du 1080p.